# Arne Høyer
Arne Høyer, född 9 november 1928 i Struer, död 2 april 2010 i Struer, var en dansk kanotist.
Høyer blev olympisk bronsmedaljör i K-1 4x500 meter vid sommarspelen 1960 i Rom.